# Giuseppina Finzi-Magrini
Giuseppina Finzi-Magrini (Torino, 5 maggio 1878 – Desio, 30 novembre 1944) è stata un soprano italiano.
Debuttò nel 1896 come Oscar in Un ballo in maschera. Dopo il ritiro dalle scene, iniziò a insegnare: fra i suoi studenti, si ricorda il baritono danese Frantz Rabinowitz.
Di origine ebraica, durante la Seconda guerra mondiale fu costretta a nascondersi per sfuggire alle persecuzioni. Raggiunta nel 1944 dalla notizia della deportazione di un suo nipote, ebbe un infarto che la lasciò paralizzata e senza voce. Morì sei settimane dopo, per le complicazioni delle ferite subite durante un bombardamento statunitense su Desio.